# Telipogon ampliflorus
Telipogon ampliflorus är en orkidéart som beskrevs av Charles Schweinfurth. Telipogon ampliflorus ingår i släktet Telipogon och familjen orkidéer.
Artens utbredningsområde är Costa Rica. Inga underarter finns listade i Catalogue of Life.